# Línea Móstoles-Parla
La línea Móstoles-Parla es una línea férrea de 45,3 kilómetros de longitud que pertenece a la red ferroviaria española. Se trata de una línea de ancho ibérico (1668 mm), electrificada y en vía doble. En la actualidad su trazado forma parte de las líneas C-4 y C-5 de la red de Cercanías Madrid. 
Siguiendo la catalogación de Adif, es la línea «920».

## Historia
Parte de la línea férrea actual tiene su origen en la línea Madrid-Ciudad Real, de ancho ibérico, construida entre 1876 y 1879 por la CRB, y que con posterioridad pasaría a manos de las compañías MZA y RENFE. En 1981 se procedió a desdoblar y electrificar la vía entre las estaciones de Atocha y Parla. Ello coincidió con la creación de la red de Cercanías Madrid, también en dicho año, que supuso la puesta en marcha la línea C-4 para el tramo Madrid-Parla. La línea Madrid-Ciudad Real fue clausurada en 1988, aunque el tramo Atocha-Parla se mantuvo operativo y ganó entidad propia.
Por su parte, aprovechando la antigua línea de vía estrecha Madrid-Almorox, durante la década de 1970 se construyó la línea Aluche-Móstoles. Esta sería finalmente abierta al público el 28 de octubre de 1976, convirtiéndose en la primera línea de la red de Cercanías Madrid (adoptando la denominación de línea C-6). Durante los siguientes años dicha línea fue ampliándose a través de nuevas prolongaciones, con la intención de llegar hasta la estación de Atocha. En 1989 se inauguró la prolongación bajo túnel hasta Embajadores. Finalmente, el 30 de septiembre de 1991 se abrió el túnel de 1,4 km entre Embajadores y Atocha, de forma que quedaron conectadas ambas partes, entre las estaciones Móstoles-El Soto y Parla.
El 28 de septiembre de 1995 se inauguró una prolongación de 3,7 kilómetros que llegaba hasta el centro de Parla, donde se estableció una nueva estación. El antiguo trazado que iba desde el punto kilométrico 21,0 a la antigua estación de Parla se convirtió en un ramal independiente, dedicado a funciones como apartadero ferroviario, y la antigua estación fue renombrada como «Parla-Industrial».
En enero de 2005, con la división de RENFE en Renfe Operadora y Adif, la línea pasó a depender de esta última.
En febrero de 2011 fue clausurado y desmantelado el ramal que enlazaba con la estación de Parla-Industrial.

## Trazado y características
Se trata de una línea férrea de 45,3 kilómetros de longitud en ancho ibérico (1688 mm). El trazado está electrificado y el tramo es de vía doble. El kilometraje de la línea tiene su punto de inicio en la estación de Atocha-Cercanías, tanto en dirección a Móstoles-El Soto como en dirección a Parla. Por ello, coexisten dos kilometrajes.